# Anaea helie
Anaea helie är en fjärilsart som beskrevs av Carl von Linné 1758. Anaea helie ingår i släktet Anaea och familjen praktfjärilar. Inga underarter finns listade i Catalogue of Life.